# Danh sách làng nghề truyền thống Việt Nam
Dù nhiều làng nghề truyền thống đã biến mất cùng với thời gian, nhưng hiện nay, các con số thống kê cho thấy, Việt Nam còn có gần 2.000 làng nghề thuộc các nhóm nghề chính như: sơn mài, gốm sứ,vàng bạc, thêu ren, mây tre đan, cói, dệt, giấy, tranh dân gian, gỗ, đá...

## Danh sách  các làng nghề truyền thống ở Việt Nam
| TT | Tên làng nghề                                | Tỉnh/Thành            | Quận/Huyện        | Sản phẩm chính                                                                                  |
| -- | -------------------------------------------- | --------------------- | ----------------- | ----------------------------------------------------------------------------------------------- |
| 1  | Làng Tân Châu                                | An Giang              | Tân Châu          | lụa lãnh                                                                                        |
| 2  | Làng Tăng Tiến                               | Bắc Giang             | Việt Yên          | mây tre                                                                                         |
| 3  | Làng Vân                                     | Bắc Giang             | Việt Yên          | Nấu rượu                                                                                        |
| 4  | Làng Phong Khê                               | Bắc Ninh              | Tp. Bắc Ninh      | giấy đống cao                                                                                   |
| 5  | Làng Xuân Lai                                | Bắc Ninh              | Gia Bình          | tre trúc                                                                                        |
| 6  | Làng gốm Phù Lãng                            | Bắc Ninh              | Quế Võ            | gốm mỹ nghệ                                                                                     |
| 7  | Làng Đông Hồ                                 | Bắc Ninh              | Thuận Thành       | tranh dân gian                                                                                  |
| 8  | Làng Đồng Kỵ                                 | Bắc Ninh              | Từ Sơn            | gỗ mỹ nghệ                                                                                      |
| 9  | Làng Vọng Nguyệt                             | Bắc Ninh              | Yên Phong         | dệt tơ tằm                                                                                      |
| 10 | Làng Đại Bái                                 | Bắc Ninh              | Gia Bình          | đúc đồng                                                                                        |
| 11 | Làng Đào Viên                                | Bắc Ninh              | Thuận Thành       | Đúc Đồng                                                                                        |
| 12 | Làng Tam Tảo                                 | Bắc Ninh              | Tiên Du           | dệt                                                                                             |
| 13 | Làng Hồi Quan                                | Bắc Ninh              | Từ Sơn            | dệt                                                                                             |
| 14 | Làng Hương Mạc                               | Bắc Ninh              | Từ Sơn            | đồ gỗ                                                                                           |
| 15 | Làng Mai Động                                | Bắc Ninh              | Từ Sơn            | gỗ mỹ nghệ                                                                                      |
| 16 | Làng Phù Khê                                 | Bắc Ninh              | Từ Sơn            | chạm khắc gỗ                                                                                    |
| 17 | Làng Đa Hội                                  | Bắc Ninh              | Từ Sơn            | kim khí                                                                                         |
| 18 | Làng Non Nước                                | Đà Nẵng               | Ngũ Hành Sơn      | đá mỹ nghệ                                                                                      |
| 19 | Làng Nha Xá                                  | Hà Nam                | Duy Tiên          | dệt lụa                                                                                         |
| 20 | Làng Thanh Đa                                | Hà Nội                | Phú Thọ           | Sản xuất nội thất và tủ bếp                                                                     |
| 21 | Làng Tam Hiệp                                | Hà Nội                | Phúc Thọ          | Sản xuất quần áo các loại                                                                       |
| 22 | Làng Cót                                     | Hà Nội                | Cầu Giấy          | vàng mã                                                                                         |
| 23 | Làng Vòng                                    | Hà Nội                | Cầu Giấy          | Cốm                                                                                             |
| 24 | Làng Bát Tràng                               | Hà Nội                | Gia Lâm           | gốm mỹ nghệ                                                                                     |
| 25 | Làng Vạn Phúc                                | Hà Nội                | Hà Đông           | lụa                                                                                             |
| 26 | Làng La Khê                                  | Hà Nội                | Hà Đông           | the lụa                                                                                         |
| 27 | Làng nghề Sơn Đồng                           | Hà Nội                | Hoài Đức          | gỗ mỹ nghệ                                                                                      |
| 28 | Làng Phú Đô                                  | Hà Nội                | Nam Từ Liêm       | Bún                                                                                             |
| 29 | Làng Đại Nghiệp                              | Hà Nội                | Phú Xuyên         | mộc mỹ nghệ                                                                                     |
| 30 | Làng Phú An                                  | Hà Nội                | Phúc thọ          | Tủ bếp gỗ                                                                                       |
| 31 | Làng An Thái                                 | Hà Nội                | Tây Hồ            | Giấy                                                                                            |
| 32 | Cự Khê                                       | Hà Nội                | Thanh Oai         | Nghề làm miến                                                                                   |
| 33 | Làng Kiêu Kỵ                                 | Hà Nội                | Gia Lâm           | dát vàng quỳ                                                                                    |
| 34 | Làng Chuôn Ngọ                               | Hà Nội                | Phú Xuyên         | Khảm trai                                                                                       |
| 35 | Làng Chàng Sơn                               | Hà Nội                | Thạch Thất        | SX đồ gỗ                                                                                        |
| 36 | Làng Châu Khê                                | Hải Dương             | Bình Giang        | trang sức                                                                                       |
| 37 | Làng Đông Giao                               | Hải Dương             | Cẩm Giàng         | chạm khắc gỗ                                                                                    |
| 38 | Làng Nghề rượu Phú Lộc                       | Hải Dương             | Cẩm Giàng         | Nghề nấu Rượu                                                                                   |
| 39 | Làng chài Cái Bèo                            | Hải Phòng             | Cát Hải           | Làng chài biển                                                                                  |
| 40 | Làng Hoa Lũng                                | Hải Phòng             | Hải An            | Trồng hoa                                                                                       |
| 41 | Xã Đồng Minh                                 | Hải Phòng             | Vĩnh Bảo          | Tạc tượng, điêu khắc gỗ, sơn mài, đắp vẽ hoa văn con giống kim cổ, phục chế di tích, chiếu cói. |
| 42 | Làng Cao Thôn                                | Hưng Yên              | Tp. Hưng Yên      | hương trầm                                                                                      |
| 43 | Làng Kiên Lao                                | Nam Định              | Xuân Trường       | sản phẩm cơ khí                                                                                 |
| 44 | Làng La Xuyên                                | Nam Định              | Ý Yên             | chạm khảm gỗ                                                                                    |
| 45 | Bản Đỉnh Sơn                                 | Nghệ An               | Kỳ Sơn            | mây tre đan lát                                                                                 |
| 46 | Làng Văn Lâm                                 | Ninh Bình             | Hoa Lư, Ninh Bình | thêu ren                                                                                        |
| 47 | Làng Ninh Vân                                | Ninh Bình             | Hoa Lư            | đá mỹ nghệ                                                                                      |
| 48 | Làng Trường Yên                              | Ninh Bình             | Hoa Lư            | nghề xây dựng                                                                                   |
| 49 | Làng cói Kim Sơn                             | Ninh Bình             | Kim Sơn           | Làng nghề cói                                                                                   |
| 50 | Làng nấu rượu Kim Sơn                        | Ninh Bình             | Kim Sơn           | Nghề nấu rượu                                                                                   |
| 51 | Làng gốm Gia Thủy                            | Ninh Bình             | Nho Quan          | Nghề gốm                                                                                        |
| 52 | Làng hoa Ninh Phúc                           | Ninh Bình             | Hoa Lư            | trồng hoa                                                                                       |
| 53 | Làng Phúc Lộc                                | Ninh Bình             | Hoa Lư            | Nghề mộc                                                                                        |
| 54 | Làng đào Đông Sơn                            | Ninh Bình             | Tp. Tam Điệp      | Nghề trồng hoa đào                                                                              |
| 55 | Làng Bạch Liên                               | Ninh Bình             | Yên Mô            | Nghề gốm                                                                                        |
| 56 | Bàu Trúc                                     | Ninh Thuận            | Ninh Phước        | gốm                                                                                             |
| 57 | Làng trống Đọi Tam                           | Hà Nam                | Đọi Tam           | Làm trống                                                                                       |
| 58 | Làng Diệc                                    | Thái Bình             | Hưng Hà           | gỗ mỹ nghệ                                                                                      |
| 59 | Làng Đồng Xâm                                | Thái Bình             | Kiến Xương        | Chạm bạc                                                                                        |
| 60 | Làng Lai Triều                               | Thái Bình             | Thái Thụy         | Hương Bài                                                                                       |
| 61 | Làng Nga Sơn                                 | Thanh Hóa             | Nga Sơn           | chiếu cói                                                                                       |
| 61 | Làng Phước Tích                              | Thừa Thiên Huế        | Hương Điền        | gốm mỹ nghệ                                                                                     |
| 62 | Làng An Hội                                  | Thành phố Hồ Chí Minh | Gò Vấp            | đúc đồng                                                                                        |
| 63 | Làng Bảy Hiền                                | Thành phố Hồ Chí Minh | Tân Bình          | dệt vải                                                                                         |
| 64 | Làng nem Thủ Đức                             | Thành phố Hồ Chí Minh | Thủ Đức           | chế biến nem chả                                                                                |
| 65 | Làng nghề truyền thống múa rối nước Đào Thục | Tp Hà Nội             | Đông Anh          | Chế biến đồ gỗ nội thất                                                                         |
| 66 | Làng nghề truyền thống điêu khắc đá          | Tp Đà Nẵng            | Hòa Hải           | Điêu Khắc Tượng Đá                                                                              |